# Jacek Guliński
Jacek Guliński (ur. 25 września 1950 w Poznaniu) – polski chemik, nauczyciel akademicki, prorektor Uniwersytetu im. Adama Mickiewicza w Poznaniu w latach 2008–2012, podsekretarz stanu w Ministerstwie Nauki i Szkolnictwa Wyższego w latach 2012–2014, dyrektor Poznańskiego Parku Naukowo-Technologicznego.

## Życiorys
W 1973 ukończył studia na Wydziale Chemii Uniwersytetu im. Adama Mickiewicza. W tym samym roku został absolwentem inżynierii ogrodnictwa na Akademii Rolniczej w Poznaniu. Doktoryzował się w 1983 na Wydziale Chemii UAM, gdzie uzyskał stopień doktora nauk chemicznych, a w 1996 stopień doktora habilitowanego na podstawie rozprawy zatytułowanej Aktywacja niektórych kompleksów rutenu i platyny – prekursorów procesów hydrosililowania olefin i reakcji konkurencyjnych
Zawodowo związany z Uniwersytetem im. Adama Mickiewicza, gdzie doszedł do stanowiska profesora nadzwyczajnego w Zakładzie Chemii Metaloorganicznej. W sferze jego zainteresowań badawczych znajdują się zagadnienia naukowe z zakresu chemii krzemoorganicznejj jak również zagadnienia dotyczące innowacji, komercjalizacji wyników badań, a także przedsiębiorczości akademickiej.
Autor patentów i technologii z dziedziny chemii krzemoorganicznej, kierował projektami krajowymi i międzynarodowymi (Phare, Projekty Ramowe Badań i Rozwoju UE, Bank Światowy, fundusze strukturalne UE) dotyczącymi głównie relacji nauki z gospodarką. Członek m.in. Polskiego Towarzystwa Chemicznego, Stowarzyszenia Organizatorów Ośrodków Innowacji i Przedsiębiorczości w Polsce (w latach 1999–2005 prezes zarządu) oraz Stowarzyszenia Absolwentów Uniwersytetu w Poznaniu.
Na UAM był kierownikiem Centrum Technologicznego Wydziału Chemii (1997–2005) oraz kierownikiem Uczelnianego Centrum Innowacji i Transferu Technologii (2004–2008). Od 2008 do 2012 pełnił funkcję prorektora uniwersytetu ds. programów europejskich i współpracy z gospodarką.
10 lutego 2012 został podsekretarzem stanu w Ministerstwie Nauki i Szkolnictwa Wyższego, odpowiadającym m.in. za politykę rozwoju i innowacyjności, a także sprawy związane z organizacją jednostek naukowych. 17 listopada 2014 podał się do dymisji z zajmowanego stanowiska (kierując się względami osobistymi), która została przyjęta 28 listopada 2014.
W latach 1995–2008 był zastępcą dyrektora Poznańskiego Parku Naukowo-Technologicznego. W 2015 został dyrektorem tej instytucji, a także prezesem zarządu Fundacji Uniwersytetu im. Adama Mickiewicza.

## Odznaczenia i wyróżnienia
- Złoty Krzyż Zasługi (1994)[9]
- Krzyż Kawalerski Orderu Odrodzenia Polski (2019)[10]